# Hôtel Saint-Gregory (roman)
Pour les articles homonymes, voir Hotel.
Hôtel Saint-Gregory (titre original : Hotel) est un roman d'Arthur Hailey paru en 1965. Le livre fut porté à l'écran l'année suivante par Richard Quine

## Résumé
C’est l’histoire d’un hôtel indépendant de la Nouvelle-Orléans, le St. Gregory, et de la lutte de sa direction pour retrouver sa rentabilité et éviter d’être assimilée à la chaîne d’hôtels O’Keefe. Le St. Gregory est censé être basé sur l’hôtel Roosevelt, bien que l’ancien hôtel Saint-Charles soit également cité comme base du roman.